# Degã
Degã (em persa médio: dehgān), daigã (dahigān) ou decã (em persa: دهقان‎; romaniz.: dehqân) eram uma classe de magnatas proprietários de terras durante o Período Sassânida e islâmico, encontrados em todas as terras das línguas iranianas.

## Etimologia
O termo dehqân deriva do persa médio dahigān (pálavi: dhywkʾn), que significa "compatriota" ou "fazendeiro". O significado original era "pertencente ao deh" (em persa antigo: dahyu) - o último termo não no sentido posterior de "vila" (como no persa moderno), mas no sentido original de "terra".

## História

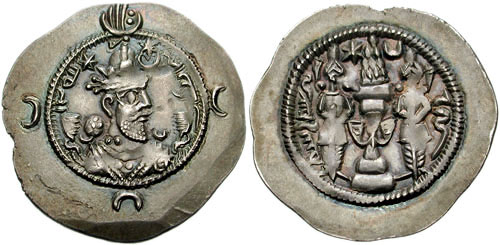
Dracma de r.

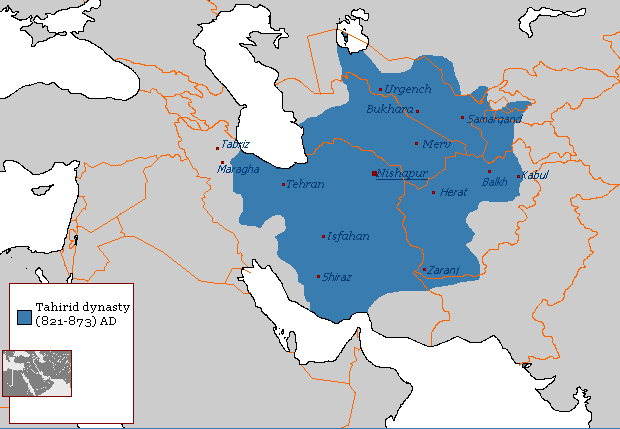
Império Taírida

No Império Sassânida, os degãs eram considerados pequenos proprietários de terras. O termo emergiu como uma classe social hereditária mais adiante, quando administravam assuntos locais e a quem os camponeses eram obrigados a obedecer. Após a supressão da revolta masdaquista, o xá Cosroes I (r. 539–579) implementou reformas sociais que os beneficiaram. Sob seu reinado, ganharam influência como espinha dorsal do exército sassânida e cobradores de impostos imperiais e à medida que sua influência crescia, mantiveram a ética persa, os ideais e as normas sociais que foram despertadas mais tarde durante os tempos medievais na Pérsia Islâmica.
Nos primeiros textos islâmicos, funcionam quase como governantes locais sob o domínio árabe e, às vezes, o termo é justaposto a marzobã (marquês). No século XI, eram proprietários de terras ou diretamente envolvidos na agricultura, inclusive no plantio ou manejo da terra. Além de seu papel político e social, eram bem versados na história e cultura do Irã pré-islâmico, desempenhando importante papel cultural ao servir governantes e príncipes como homens instruídos; por exemplo, o governador de Baçorá, segundo uma fonte, tinha três degãs a seu serviço que lhe contaram a grandeza dos sassânidas e o fizeram sentir que o domínio árabe era muito inferior. Eles não só preservaram os ideais dos período sassânida e os trouxeram para o período islâmico, mas também inculcaram-as nas mentes da aristocracia árabe dominante, que também se fundiu com os iranianos. No século IX, os taíridas, que eram de origem persa degã, iniciaram um ressurgimento da cultura persa.
Sob o Império Seljúcida, tiveram papel importante quando os seljúcidas se voltaram à aristocracia degã para governar seu império. A aliança entre degãs e seljúcidas realmente criou ressentimento entre os membros das tribos turcomanas depois de 1055, quando Tugril Bei assumiu o controle de Bagdá. Devido ao apego dos degãs à cultura iraniana, o termo já havia se tornado sinônimo de "persa de sangue nobre", em contraste com árabes, turcos e romanos. Segundo algumas fontes, incluindo Nezami Aruzi, o poeta nacional iraniano Ferdusi também era da linhagem degã. Outro poeta que se refere a si mesmo como um degã é Catrã de Tabriz, que também era bem versado sobre o antigo Irã. Sua poesia está repleta de referências aos antigos personagens iranianos e seu papel.